# Dejan Judež
Dejan Judež (* 2. August 1990 in Zagorje ob Savi) ist ein ehemaliger slowenischer Skispringer.

## Werdegang
Judež wurde 2006 ins Slowenische Juniorenteam aufgenommen und bestritt am 16. Juli 2006 in Garmisch-Partenkirchen sein erstes Springen im FIS Cup. Nach eher mittelmäßigen Ergebnissen startete er ab 2008 im AlpenCup. Im Januar 2009 sprang er dabei in Reit im Winkl erstmals aufs Podium und wurde Dritter. Ende Februar 2009 konnte er im FIS Cup die Springen in Ljubno gewinnen. Im September 2009 sprang er zwei Springen im Skisprung-Continental-Cup und gewann dabei beim zweiten Springen in Wisła seine ersten COC-Punkte. Das Auftaktspringen zum Alpencup 2009/10 konnte er kurz darauf gewinnen. Bei den Slowenischen Meisterschaften 2009 in Kranj gewann er im Einzel die Silbermedaille. Zudem konnte er gemeinsam mit Primož Roglič, Miran Zupančič und Andraž Pograjc im Teamspringen ebenfalls Silber gewinnen. Im Januar 2010 konnte er mit der slowenischen Equipe bei den Nordischen Junioren-Weltmeisterschaften in Hinterzarten die Bronzemedaille im Mannschaftsspringen erreichen. Danach startete er bisher hauptsächlich im Continental Cup und gewann im Februar 2011 in Kranj sein erstes Continental-Cup-Springen.
Am 18. März 2011 konnte er beim Skifliegen in Planica mit Rang 25 seine ersten Weltcuppunkte erspringen. Sein bisher bestes Weltcupergebnis war ein 22. Rang am 5. Februar 2012 im italienischen Val di Fiemme.
Beim FIS-Cup-Wettbewerb im heimischen Kranj trat Judež im Januar 2015 letztmals bei einem internationalen Wettbewerb an.

## Erfolge

### Continental-Cup-Siege im Einzel
| Nr. | Datum            | Ort   | Typ           |
| --- | ---------------- | ----- | ------------- |
| 1.  | 19. Februar 2011 | Kranj | Normalschanze |

## Statistik

### Weltcup-Platzierungen
| Saison  | Platz | Punkte |
| ------- | ----- | ------ |
| 2010/11 | 067.  | 006    |
| 2011/12 | 055.  | 034    |

### Grand-Prix-Platzierungen
| Saison | Platz | Punkte |
| ------ | ----- | ------ |
| 2011   | 028.  | 088    |
| 2012   | 058.  | 018    |

### Continental-Cup-Platzierungen
| Saison  | Platz | Punkte |
| ------- | ----- | ------ |
| 2009/10 | 043.  | 227    |
| 2010/11 | 003.  | 824    |
| 2011/12 | 039.  | 222    |
| 2012/13 | 145.  | 017    |